# Борисовская, Земфира Владимировна
Земфира Владимировна Борисовская (p. 24.02.1945) ― российский физик, кандидат технических наук, старший научный сотрудник, лауреат Государственной премии РФ (1992).
Окончила Тбилисский государственный университет (1967).
С 1967 г. работает в Лаборатории высоких энергий им. В.И. Векслера и А.М. Балдина ОИЯИ, в настоящее время старший научный сотрудник. 
Кандидатская диссертация: «Численное исследование трёхмерных полей сверхпроводящих синхротронных магнитов» : 01.04.13 / Об-ный ин-т ядер. исслед. — Дубна, 1990. — 139 с. : ил.
Специалист в области расчётов динамики пучков заряженных частиц в ускорителях и магнитных полей в электрофизических установках.
Автор расчётно-теоретических исследований трёхмерных магнитостатических сверхпроводящих магнитов.
Лауреат Государственной премии РФ (1992).